# Adama buettikeri
Adama buettikeri är en insektsart som beskrevs av Dlabola 1980. Adama buettikeri ingår i släktet Adama och familjen dvärgstritar. Inga underarter finns listade i Catalogue of Life.